# Antenna Audio
A Antenna Audio é uma empresa que atua na área da tecnologia da informação e que fabrica equipamentos de áudio. A empresa oferece tours de áudio, aplicativos móveis, guias multimídia, podcasts, interativos e conteúdo baseado em histórias para o setor museológico e cultural. Em 1 de Janeiro de 2006, a empresa, da Iceni Capital, foi adquirida pela Warner Bros. Discovery.
A Antenna oferece tours de áudio e multimídia em mais de 20 países e oferece traduções em vários idiomas em mais de 350 museus e locais culturais em todo o mundo.